# Ковалёв, Николай Иванович (статистик)
Николай Иванович Ковалёв — советский хозяйственный, государственный и политический деятель.

## Биография
Родился в 1916 году. Член КПСС с 1941 года.
С 1936 года — на хозяйственной, общественной и политической работе. В 1936—1971 гг. — студент Ленинградского технологического института, участник Великой Отечественной войны, работник системы связи, радиотехнической и электронной промышленности СССР, главный инженер, начальник Главного управления, секретарь партийного комитета при одном из управлений при Совете Министров СССР, начальник Главного вычислительного центра Госплана СССР.
Умер в Москве в 1971 году.